# IC 3909
IC 3909 је елиптична галаксија у сазвјежђу Ловачки пси која се налази на листи објеката дубоког неба у Индекс каталогу.
Деклинација објекта је + 40° 23' 7" а ректасцензија 12h 56m 2,7s. Привидна величина (магнитуда) објекта IC 3909 износи 15,2 а фотографска магнитуда 16,2.